# The Bureau of Magical Things
The Bureau of Magical Things (llamada Agencia de Asuntos Mágicos en España, El club de las cosas mágicas en Latinoamérica) es una serie de televisión de comedia australiana creada por Jonathan M. Shiff y desarrollada por Jonathan M. Shiff y Mark Shirrefs que se estrenó en Australia en Eleven el 8 de julio de 2018, en los Estados Unidos de América en Nickelodeon el 8 de octubre de 2018, y en Latinoamérica el 7 de enero de 2019 por Nickelodeon. La serie está protagonizada por Kimie Tsukakoshi, Elizabeth Cullen, Mia Milnes, Julian Cullen, Rainbow Wedell, Jamie Carter, y Christopher Sommers. En 2020 se estrenó en Netflix Streaming toda los episodios completos , y además será coproducción la segunda temporada.

## Premisa
Los mundos humano y mágicos coexistieron en armonía, pero mientras la tecnología avanzaba, el mundo mágico era empujado hacia atrás, y las hadas y las otras criaturas mágicas se convirtieron en especies en peligro de extinción. Ahora, alguien quiere cambiar y restaurar la magia en su legítimo lugar. Cuando Kyra descubre una amenaza en ambos mundos, ella debe unir a los humanos, los elfos y las hadas para salvarles a todos. Kyra y Peter deben resolver el misterio de quién es la enigmática figura y cómo lograrán su meta. La investigación les lleva a descubrir secretos tanto del mundo humano como del mágico que nadie podría haber imaginado.

## Elenco y personajes

### Principales
- Kimie Tsukakoshi como Kyra, una chica adolescente cuya vida cambió después de que un encuentro con un libro mágico le transforma en una tríadaː parte humana, parte hada, y parte elfa. Mientras es cautelosa con sus nuevas circunstancias, ella está aprendiendo a aceptar su nueva realidad.
- Elizabeth Cullen como Imogen, una elfa entrenando para convertirse en miembro del Departamento de Intervención Mágica (DIM). Si bien se toma en serio su entrenamiento, no cree en el trabajo en equipo y se muestra muy cautelosa con Kyra, aunque está empezando a ablandarse con ella.
- Mia Milnes como Lily, un hada entrenándose para convertirse en miembro del DIM. Es una persona amable y alegre, quien rápidamente se abre a Kyra.
- Julian Cullen como Darra, un elfo entrenándose para convertirse en miembro del DIM y hermano de Imogen. A diferencia de su hermana, es más amable con los demás y no es tan entusiasta con sus estudios.
- Rainbow Wedell como Ruksy, un hada entrenándose para convertirse en miembro del DIM. Aunque es amable como Lily, es mucho más seria.
- Jamie Carter como Peter, amigo de Kyra. Le gustan los cómiocs y sospecha mucho del fenómeno mágico que nos rodea.
- Christopher Sommers como el Profesor Maxwell, dueño de la tienda de libros y profesor de magia para el DIM. Entrena a sus estudiantes para dominar sus poderes mágicos. Es mitad humano, mitad elfo. Se preocupa mucho por sus estudiantes y quiere que alcancen su máximo potencial.

### Recurrente
- Arnijka Larcombe-Weate como Mathilda, la mejor amiga de Kyra y compañera del equipo de baloncesto, quien no conoce los poderes mágicos de Kyra.
- Steve Nation como Steve, padrastro de Kyra y policía local, quien también desconoce los poderes de Kyra.
- Melanie Zanetti como Orla, una elfa quien es una de las mejores agentes del DIM y el ídolo de Imogen, y que finge ser reportera. Ella es una vieja conocida de Maxwell y aparentemente tiene su propia agenda con Kyra.
- Nicholas Bell como Sean, el director de Magia, y el padre de Lily.

- Miah Madden como Tayla (temporada 2), un hada misteriosa que es una nueva estudiante en River City High School y trabaja en el café Gangway.
- Matthew Manahan como Ben (temporada 2), Un músico del que Lily está enamorada.
- Tasneem Roc como Dr Apinya Surinat (temporada 2), un antiguo socio del profesor Maxwell que ocupa su puesto cuando se ve obligado a hacerse a un lado. Los aprendices, especialmente Kyra, pronto encuentran motivos para sospechar de ella.

## Producción
El 17 de julio de 2017 se anunció que una nueva serie infantil se iba a filmar en Queensland por el productor Jonathan M. Shiff (H2O: Just Add Water, Mako Mermaids, Thunderstone, Ocean Girl, Horace and Tina). La serie de 20 episodios se grabó específicamente en Gold Coast, Brisbane, y Arundel, empezando la grabación en julio de 2017 y terminando en diciembre de 2017. Protagonizan la serie Kimie Tsukakoshi, Elizabeth Cullen, Julian Cullen, Mia Milnes, Rainbow Wedell, Jamie Carter, Nicholas Bell, Christopher Sommers, Steve Nation, y Melanie Zanetti. Jonathan M. Shiff es productor y productor ejecutivo. Julia Adams es productora ejecutiva. Stuart Wood es productor. Mark Shirrefs es escritor. Evan Clarry y Grant Brown son directores. La serie se emitió en Australia en el canal Eleven. El 22 de septiembre de 2018, Nickelodeon adquirió los derechos para la serie y anunció que la serie se iba a estrenar en los Estados Unidos de América el 8 de octubre de 2018. El 27 de noviembre de 2019, se anunció que se produciría una segunda temporada de la serie, con producción entre diciembre de 2019 y julio de 2020 en Gold Coast (Australia) Australia. Se esperaba que el elenco de la serie, incluido Kimie Tsukakoshi, regresara. Sin embargo, la producción de la serie se interrumpió debido a la COVID-19. Finalmente, la temporada estrenó el 10 de julio de 2021 en Australia.

## Episodios
| Temporada | Temporada | Episodios | Estreno en Australia | Estreno en Australia   | Estreno en España       | Estreno en España       | Estreno en América Latina | Estreno en América Latina |
| Temporada | Temporada | Episodios | Inicio               | Final                  | Inicio                  | Final                   | Inicio                    | Final                     |
| --------- | --------- | --------- | -------------------- | ---------------------- | ----------------------- | ----------------------- | ------------------------- | ------------------------- |
|           | 1         | 20        | 8 de julio de 2018   | 2 de noviembre de 2018 | 3 de diciembre de 2018  | 28 de diciembre de 2018 | 7 de enero de 2019        | 31 de enero de 2019       |
|           | 2         | 20        | 10 de julio de 2021  | 8 de agosto de 2021    | 22 de noviembre de 2021 | 17 de diciembre de 2021 | 7 de febrero de 2022      | 4 de marzo de 2022        |

### Temporada 1 (2018)
| # | Título                                                                             | Dirigido por | Escrito por                   | Estreno en Australia     | Estreno en España       | Estreno en América Latina | Código |
| --- | ---------------------------------------------------------------------------------- | ------------ | ----------------------------- | ------------------------ | ----------------------- | ------------------------- | ------ |
| 1 | « Magical Mishaps» « Un percance mágico» « Un accidente mágico»                    | Grant Brown  | Evan Clarry                   | 8 de julio de 2018       | 3 de diciembre de 2018  | 7 de enero de 2019        | 101    |
| Kyra, una adolescente corriente, toca un libro misterioso y se transforma en una tríada: parte humana, parte hada y parte elfa. Además de adquirir unos poderes increíbles, Kyra descubre el mundo mágico que la rodea. Estrellas invitadas: Arnijka Larcombe-Weate como Mathilda, Steve Nation como Steve, Amy Raffe como Helen, Rumi Kikuchi como Michiko. Canciones: "Wouldn't It Be?" interpretada por Kimie Tsukakoshi, "Can't Let Go", interpretada por Ruby Dacy.                                                                         |                                                                                    |              |                               |                          |                         |                           |        |
| 2 | « Magic in the Air» « Magia en el aire» « Magia en el aire»                        | Grant Brown  | Chris Anastassiades           | 15 de julio de 2018      | 3 de diciembre de 2018  | 8 de enero de 2019        | 102    |
| Kyra entra en la Escuela de Magia de Maxwell, donde los seres mágicos aprenden a mantener el mundo humano lejos de los brotes mágicos. Kyra debe demostrar su magia ante sus compañeros, mientras mantiene en secreto sus poderes a su padrastro y amigos. Estrella invitada: Steve Nation como Steve. |                                                                                    |              |                               |                          |                         |                           |        |
| 3 | « All the World's a Stage» « El mundo es un escenario» « El mundo es un escenario» | Grant Brown  | Alex Wyatt & Mark Shirrefs    | 22 de julio de 2018      | 4 de diciembre de 2018  | 9 de enero de 2019        | 103    |
| Cuando Peter, el amigo de Kyra, la ve haciendo magia, Lily intenta borrar los hechos de la mente de Peter. El hechizo sale mal, y ahora Peter cree que es Romeo, de Shakespeare. ¿Podrá un hechizo de reversión funcionar? Estrellas invitadas: Arnijka Larcombe-Weate como Mathilda, Steve Nation como Steve, Melanie Zanetti como Orla. |                                                                                    |              |                               |                          |                         |                           |        |
| 4 | « Gone to the Dogs» « A por el perro» « Día de perros»                             | Grant Brown  | 'Li-Kim Chuah                 | 29 de julio de 2018      | 5 de diciembre de 2018  | 10 de enero de 2019       | 104    |
| La asignación de Lily e Imogen para proteger un buzón encantado sale mal y un cartero se transforma en un perro. El perro desaparece, por lo que necesitan que Kyra use su habilidad de susurrar a los perros para encontrarlo. Estrellas invitadas: Arnijka Larcombe-Weate como Mathilda, Steve Nation como Steve, Penny Everingham como Sra. Spencer. |                                                                                    |              |                               |                          |                         |                           |        |
| 5 | « A Knight to Remember» « Un caballero para recordar» « Un caballero inolvidable»  | Grant Brown  | Anthony Morris                | 5 de agosto de 2018      | 6 de diciembre de 2018  | 11 de enero de 2019       | 105    |
| Mientras Ruksy está dando un recorrido por el Museo Mágico, una armadura se escapa. Kyra quiere ayudar a volver a poner la armadura antes de que exponga el mundo mágico, pero Imogen ha estado luchando para enseñarle a Kyra cómo "saltar" y no puede ver que será de alguna utilidad. Pero a Kyra se le ocurre una solución que nadie más ha visto... Estrellas invitadas: Steve Nation como Steve, Melanie Zanetti como Orla, Arnijka Larcombe-Weate como Mathilda, Javan Barnard como Leo, Ava Taylor como Callie, Nicholas Bell como Sean. |                                                                                    |              |                               |                          |                         |                           |        |
| 6 | « The Test» « La prueba» « La prueba»                                              | Grant Brown  | Michelle Law                  | 12 de agosto de 2018     | 7 de diciembre de 2018  | 14 de enero de 2019       | 106    |
| Kyra y su clase son evaluados por su capacidad para manejar los brotes mágicos. Todos se sorprenden cuando la Agente Orla llega para observar, y Kyra se siente presionada para demostrar su valía. Estrellas invitadas: Steve Nation como Steve, Melanie Zanetti como Orla, Arnijka Larcombe-Weate como Mathilda. |                                                                                    |              |                               |                          |                         |                           |        |
| 7 | « Fairy for a Day» « Hada por un día» « Hada por un día»                           | Grant Brown  | Sam Carroll                   | 19 de agosto de 2018     | 10 de diciembre de 2018 | 15 de enero de 2019       | 107    |
| Kyra está confundida acerca de su lugar en el mundo mágico, así que Lily la transforma en un hada. La pequeña Kyra queda atrapada en el dormitorio de una niña. Estrellas invitadas: Steve Nation como Steve, Charlotte Stent como Sally, Jacy Lewis como Dawn. |                                                                                    |              |                               |                          |                         |                           |        |
| 8 | « Shortcut» « El atajo» « Atajos»                                                  | Grant Brown  | Evan Clarry                   | 26 de agosto de 2018     | 11 de diciembre de 2018 | 16 de enero de 2019       | 108    |
| A Kyra le cuesta mantener su doble vida. Cuando la lucha comienza a afectar sus habilidades de baloncesto, Lily e Imogen usan la magia para ayudar a Kyra a ganar. Estrellas invitadas: Steve Nation como Steve, Melanie Zanetti como Orla, Arnijka Larcombe-Weate como Mathilda, Amy Raffe como Helen. |                                                                                    |              |                               |                          |                         |                           |        |
| 9 | « On the Beach» « En la playa» « En la playa»                                      | Grant Brown  | Mark Shirrefs & Alex Wyatt    | 2 de septiembre de 2018  | 12 de diciembre de 2018 | 17 de enero de 2019       | 109    |
| Cuando Kyra y Darra están atrapados en una playa mágica, Kyra descubre que tiene un nuevo poder mágico. La atracción de Kyra por Darra crece a medida que se ven obligados a trabajar juntos para salvarse. |                                                                                    |              |                               |                          |                         |                           |        |
| 10 | « Uncharted Waters» « Terreno inexplorado» « Aguas Desconocidas»                   | Grant Brown  | Chris Anastassiades           | 9 de septiembre de 2018  | 13 de diciembre de 2018 | 18 de enero de 2019       | 110    |
| Tras ver un video sospechoso, Peter sigue a Darra hasta la librería de Maxwell donde filma a Kyra desapareciendo a través de una pared. Maxwell y Sean descubren que el nuevo poder de Kyra solo puede proceder del Legendario Orbe de Lemuria. Estrellas invitadas: Melanie Zanetti como Orla, Arnijka Larcombe-Weate como Mathilda, Steven Lunavich como Trevor, Nicholas Bell como Sean. |                                                                                    |              |                               |                          |                         |                           |        |
| 11 | « A Fairy Tale» « Un cuento de hadas» « Un cuento de hadas»                        | Evan Clarry  | Evan Clarry                   | 16 de septiembre de 2018 | 14 de diciembre de 2018 | 21 de enero de 2019       | 111    |
| Peter obliga a Kyra a hablarle de la magia, pero se queda atrapado en un libro mágico. Kyra libera objetos de la biblioteca para distraer a Imogen y a Darra mientras Ruksy ayuda a Peter, pero cuando Ruksy tiene que borrarle la memoria a Peter, no funciona. Estrellas invitadas: Steve Nation como Steve, John Manning como Cedric, Sam Cotton como Silas, Cleo Massey como Sophie. |                                                                                    |              |                               |                          |                         |                           |        |
| 12 | « Aisle 13» « Pasillo 13» « Pasillo 13»                                            | Evan Clarry  | Vicki Englund                 | 23 de septiembre de 2018 | 17 de diciembre de 2018 | 22 de enero de 2019       | 112    |
| El poder de Kyra transforma a Maxwell en una cobaya e Imogen intenta ayudarla. Para ello, se une a la extraña fiesta de pijamas que da Kyra en su casa y entretiene a Mathilda, mientras Kyra intenta cambiar de nuevo a Maxwell. Estrellas invitadas: Arnijka Larcombe-Weate as Mathilda, Steve Nation as Steve. |                                                                                    |              |                               |                          |                         |                           |        |
| 13 | « Forces of Attraction» « Fuerzas de atracción» « Fuerza de atracción»             | Evan Clarry  | Sam Carroll                   | 30 de septiembre de 2018 | 18 de diciembre de 2018 | 23 de enero de 2019       | 113    |
| Un partido amistoso de baloncesto hace crecer la atracción entre Darra y Kyra, mientras que en la sección restringida de la biblioteca, Ruksy, Imogen y Lily intentan aprender los poderes de Kyra y descubren que Maxwell ha mentido a Kyra. Estrellas invitadas: Arnijka Larcombe-Weate como Mathilda, Steve Nation como Steve, Nicholas Bell como Sean. |                                                                                    |              |                               |                          |                         |                           |        |
| 14 | « The Eye of Horus» « El ojo de Horus» « El ojo de Horus»                          | Evan Clarry  | Evan Clarry                   | 7 de octubre de 2018     | 19 de diciembre de 2018 | 24 de enero de 2019       | 114    |
| Maxwell revela que el poder de Kyra procede del Orbe que estaba oculto en el libro que la convirtió en un ser mágico. Un antiguo artefacto intenta atrapar a Darra, y Kyra se da cuenta de que su nuevo poder es su única esperanza. Estrellas invitadas: Melanie Zanetti como Orla, Candice Flanagan como Giselle, Nicholas Bell como Sean. |                                                                                    |              |                               |                          |                         |                           |        |
| 15 | « Judgment Day» « El día del juicio» « Día del juicio»                             | Evan Clarry  | Sam Carroll                   | 14 de octubre de 2018    | 20 de diciembre de 2018 | 25 de enero de 2019       | 115    |
| Las dudas de Sean con respecto a Kyra desemboca en una invitación a comer, en la cual, Kyra muestra su mejor comportamiento. En la librería, Peter y Ruksy intentan lidiar con un objeto que se ha escapado de la biblioteca. Estrellas invitadas: Steve Nation como Steve, Melanie Zanetti como Orla, Samantha Fitzgerald como Ella, Cameron Caulfield como Nate, Charlie Dunn como Jack, Nicholas Bell como Sean. |                                                                                    |              |                               |                          |                         |                           |        |
| 16 | « Prize Day» « El premio» « El premio»                                             | Evan Clarry  | Alexa Wyatt                   | 21 de octubre de 2018    | 21 de diciembre de 2018 | 28 de enero de 2019       | 116    |
| Creyendo que un premio podría comprar su lealtad, Sean discute con Kyra y por ese motivo, ella llega tarde a la acampada con su padre, quien piensa que no quiere ir. Kyra no sabe qué hacer hasta que Lily y Ruksy acuden a su rescate. Estrellas invitadas: Steve Nation como Steve, Melanie Zanetti como Orla, Samantha Fitzgerald como Ella, Paul Bishop como Jared, Rumi Kikuchi como Michiko, Priyanka Das como Neesha, Norma Leaver como Sra. Crowther, Nicholas Bell como Sean.                                                          |                                                                                    |              |                               |                          |                         |                           |        |
| 17 | « Accused» « Acusada» « Acusada»                                                   | Evan Clarry  | Vicki Englund                 | 28 de octubre de 2018    | 26 de diciembre de 2018 | 29 de enero de 2019       | 117    |
| Cuando Kyra se entera de que pueden arrebatarle el Orbe mágico, pero perderá toda la memoria, pide a Peter que le haga un video para recordar. Pero antes de que le quiten la magia a Kyra, roban el Orbe e Imogen parece ser el culpable. Estrellas invitadas: Steve Nation como Steve, Melanie Zanetti como Orla, Steven Lunavich como Trevor, Nicholas Bell como Sean. |                                                                                    |              |                               |                          |                         |                           |        |
| 18 | « On the Case» « Investigando el caso» « Tras la pista»                            | Evan Clarry  | Vicki Englund                 | 1 de noviembre de 2018   | 27 de diciembre de 2018 | 30 de enero de 2019       | 118    |
| Imogen se oculta en la habitación de Kyra. Ella, Peter y Ruksy intentan descubrir quién ha robado el Orbe. Kyra descubre a Orla manipulando a Darra y Lily para robarle su orbe mágico. Estrellas invitadas: Steve Nation como Steve, Melanie Zanetti como Orla, Nicholas Bell como Sean. |                                                                                    |              |                               |                          |                         |                           |        |
| 19 | « End of the Road: Part 1» « El Final del camino (I)» « Fin del camino (Parte 1)»  | Evan Clarry  | Mark Shirrefs                 | 2 de noviembre de 2018   | 28 de diciembre de 2018 | 31 de enero de 2019       | 119    |
| Sin magia ni recuerdos del mundo mágico, Kyra no es consciente de que Orla se ha apoderado del DIM con la intención de revelar el mundo mágico a los humanos. Pero la magia de Kyra resurge y busca a Peter para pedirle explicaciones. Estrellas invitadas: Arnijka Larcombe-Weate como Mathilda, Steve Nation como Steve, Melanie Zanetti como Orla, Paul Bishop como Jared, Nicholas Bell como Sean. |                                                                                    |              |                               |                          |                         |                           |        |
| 20 | « End of the Road: Part 2» « El Final del camino (II)» « Fin del camino (Parte 2)» | Evan Clarry  | Vicki Englund & Mark Shirrefs | 2 de noviembre de 2018   | 28 de diciembre de 2018 | 31 de enero de 2019       | 120    |
| Cuando Maxwell y la clase pretende reclamar el Orbe, regresan la magia y la memoria de Kyra. Pero Orla libera un objeto peligroso en Rivery City y con el DIM aislado, solo Kyra y sus amigos pueden derrotar a Orla. Estrellas invitadas: Steve Nation como Steve, Melanie Zanetti como Orla, Paul Bishop como Jared, Steven Lunavich como Trevor, Nicholas Bell como Sean. |                                                                                    |              |                               |                          |                         |                           |        |

### Temporada 2 (2021)
| # | Título                                                                         | Dirigido por   | Escrito por                    | Estreno en Australia | Estreno en España       | Estreno en América Latina | Código |
| --- | ------------------------------------------------------------------------------ | -------------- | ------------------------------ | -------------------- | ----------------------- | ------------------------- | ------ |
| 21 | « Vanished» « Desaparecido» « Desvanecida»                                     | Evan Clarry    | Mark Shirrefs                  | 10 de julio de 2021  | 22 de noviembre de 2021 | 7 de febrero de 2022      | 201    |
| Estrellas invitadas: Steve Nation como Steve, Carly Rees como Mace, Malachi Waters como guardia elfo, Kenji Shimada como Kazuhiro, Nicholas Bell como Sean. Canciones: "The Light" interpretado por Kimie Tsukakoshi. |                                                                                |                |                                |                      |                         |                           |        |
| 22 | « A Dangerous Secret» « Un secreto peligroso» « Un secreto peligroso»          | Evan Clarry    | Evan Clarry                    | 10 de julio de 2021  | 23 de noviembre de 2021 | 8 de febrero de 2022      | 202    |
| Estrellas invitadas: Miah Madden como Tayla, Paul Bishop como Jared, Penny Everingham como Sra. Spencer, Carly Rees como Mace, Malachi Waters como el elfo guardia, Kenji Shimada como Kazuhiro, Kenneth Moraleda como Sr. Mendoza. |                                                                                |                |                                |                      |                         |                           |        |
| 23 | « Fortuna's Compact» « Pacto de fortuna» « La polvera de fortuna»              | Evan Clarry    | Charlie Strachan & Alexa Wyatt | 11 de julio de 2021  | 24 de noviembre de 2021 | 9 de febrero de 2022      | 203    |
| Estrellas invitadas: Miah Madden como Tayla, Matthew Manahan como Ben Reid, Arnijka Larcombe-Weate como Mathilda, Laura Kenneally como Ms Rayner, Emily Bell como Sharon. Canciones: "Standing By Myself" y "This Is Me" interpretada por Matthew Manahan. |                                                                                |                |                                |                      |                         |                           |        |
| 24 | « The Big Sneeze» « El gran estornudo» « El gran estornudo»                    | Evan Clarry    | Vicki Englund                  | 11 de julio de 2021  | 25 de noviembre de 2021 | 10 de febrero de 2022     | 204    |
| Estrellas invitadas: Miah Madden como Tayla, Arnijka Larcombe-Weate como Mathilda. |                                                                                |                |                                |                      |                         |                           |        |
| 25 | « Welcome to the Jungle» « Bienvenidos a la jungla» « Bienvenidos a la jungla» | Evan Clarry    | Sam Carroll                    | 17 de julio de 2021  | 26 de noviembre de 2021 | 11 de febrero de 2022     | 205    |
| Estrellas invitadas: Miah Madden como Tayla, Paula Nazarski como Sra. Devlin, Anthony Standish como Magnus Sorenson, Samantha Fitzgerald como Ella, Kenneth Moraleda como Sr. Mendoza, Carly Rees como Mace, Kenji Shimada como Kazuhiro, Malachi Waters como el elfo guardia. |                                                                                |                |                                |                      |                         |                           |        |
| 26 | « Mirror Image» « Imagen de espejo» « El reflejo»                              | Evan Clarry    | Evan Clarry                    | 17 de julio de 2021  | 29 de noviembre de 2021 | 14 de febrero de 2022     | 206    |
| Estrellas invitadas: Steve Nation como Steve, Miah Madden como Tayla, Alisha Geary como la doble de Tayla. |                                                                                |                |                                |                      |                         |                           |        |
| 27 | « Testing Times» « Tiempos de prueba» « El agente y el buzo»                   | Martha Goddard | Phil Enchelmaier               | 18 de julio de 2021  | 30 de noviembre de 2021 | 15 de febrero de 2022     | 207    |
| Estrellas invitadas: Miah Madden como Tayla, Arnijka Larcombe-Weate como Mathilda, Laura Kenneally como Ms Rayner, Dorian Djoudi como Anton Krasnarsky. |                                                                                |                |                                |                      |                         |                           |        |
| 28 | « Almost Famous» « Casi famoso» « Casi famoso»                                 | Evan Clarry    | Evan Clarry                    | 18 de julio de 2021  | 1 de diciembre de 2021  | 16 de febrero de 2022     | 208    |
| Estrellas invitadas: Matthew Manahan como Ben Reid, Miah Madden como Tayla, Arnijka Larcombe-Weate como Mathilda, Steve Nation como Steve. Canciones: "Hey Baby" interpretada por Matthew Manahan, "Ben Is Brilliant" interpretada por Kimie Tsukakoshi y Julian Cullen (repetición interpretada por Kimie Tsukakoshi, Arnijka Larcombe-Weate y Miah Madden), "Can't Get Ben Off My Mind" interpretada por Elizabeth Cullen y Julian Cullen, "Peter's Rap" interpretada por Jamie Carter, "Amazing as Benjamin" interpretada por Christopher Sommers, Rainbow Wendell, Elizabeth Cullen y Julian Cullen, "Sea Shanty Song" interpretada por Christopher Sommers, "The Magic in Me" interpretada por Kimie Tsukakoshi y Matthew Manhan. |                                                                                |                |                                |                      |                         |                           |        |
| 29 | « The Key to the Past» « La llave del pasado» « La llave al pasado»            | Evan Clarry    | Sam Carroll                    | 24 de julio de 2021  | 2 de diciembre de 2021  | 17 de febrero de 2022     | 209    |
| Estrellas invitadas: Anthony Standish como Magnus Sorenson, Paul Bishop como Jared, Samantha Fitzgerald como Ella, Freya Toynton como la mamá de Rusky, Craig Gilford como el papá de Rusky. |                                                                                |                |                                |                      |                         |                           |        |
| 30 | « The Message» « El mensaje» « El mensaje»                                     | Evan Clarry    | John Thomson                   | 24 de julio de 2021  | 3 de diciembre de 2021  | 18 de febrero de 2022     | 210    |
| Estrellas invitadas: Miah Madden como Tayla, Matthew Manahan como Ben Reid, Anthony Standish como Magnus Sorenson, Kenneth Moraleda como Sr. Mendoza, Kenji Shimada como Kazuhiro. |                                                                                |                |                                |                      |                         |                           |        |
| 31 | « The Enchanted Wood» « La madera encantada» « La madera encantada»            | Grant Brown    | Evan Clarry                    | 25 de julio de 2021  | 6 de diciembre de 2021  | 21 de febrero de 2022     | 211    |
| Estrellas invitadas: Guest stars: Tasneem Roc como la Dra. Apinya Surinat, Nicholas Bell como Sean, Chloe De Los Santos como la princesa, John Manning como Cedric, Cameron Hurry como Hugo. |                                                                                |                |                                |                      |                         |                           |        |
| 32 | « Liar, Liar» « Mentirosa, mentirosa» « Mentirosa, mentirosa»                  | Grant Brown    | Evan Clarry                    | 25 de julio de 2021  | 7 de diciembre de 2021  | 22 de febrero de 2022     | 212    |
| Estrellas invitadas: Tasneem Roc como la Dra. Apinya Surinat, Matthew Manahan como Ben Reid, Nicholas Bell como Sean. Canciones: Never Let Go interpretada por Matthew Manahan. |                                                                                |                |                                |                      |                         |                           |        |
| 33 | « Let the Games Begin» « Que empiecen los juegos» « Que comiencen los juegos»  | Grant Brown    | Alexa Wyatt                    | 31 de julio de 2021  | 8 de diciembre de 2021  | 23 de febrero de 2022     | 213    |
| Estrellas invitadas: Tasneem Roc como la Dra. Apinya Surinat, Paul Bishop como Jared, Agnes Mohan ascomo Camilla, Priyanka Das como Neisha, Parker Little como Gerard, Nicholas Bell como Sean. |                                                                                |                |                                |                      |                         |                           |        |
| 34 | « New Tricks» « Nuevos trucos» « Trucos nuevos»                                | Grant Brown    | Phil Enchelmaier               | 31 de julio de 2021  | 9 de diciembre de 2021  | 24 de febrero de 2022     | 214    |
| Estrellas invitadas: Miah Madden como Tayla, Tasneem Roc como la Dra. Apinya Surinat, Madison Haley como Sophie. |                                                                                |                |                                |                      |                         |                           |        |
| 35 | « Party Time» « Tiempo de fiesta» « Día de fiesta»                             | Grant Brown    | Gina Roncoli                   | 1 de agosto de 2021  | 10 de diciembre de 2021 | 25 de febrero de 2022     | 215    |
| Estrellas invitadas: Miah Madden como Tayla, Tasneem Roc como la Dra. Apinya Surinat, Arnijka Larcombe-Weate como Mathilda, Matthew Manahan como Ben Reid, Steve Nation como Steve, Carolyn Dante como Chrissy Brennan. Canciones: "Tell Me" interpretada por Ruby Dacy, "Just Dance" interpretada por Matthew Manahan. |                                                                                |                |                                |                      |                         |                           |        |
| 36 | « Revelations» « Revelaciones» « Revelaciones»                                 | Grant Brown    | Vicki Englund                  | 1 de agosto de 2021  | 13 de diciembre de 2021 | 28 de febrero de 2022     | 216    |
| Estrellas invitadas: Miah Madden como Tayla, Tasneem Roc como la Dra. Apinya Surinat, Steve Nation como Steve, Kenneth Moraleda como Sr. Mendoza, Nicholas Bell como Sean. |                                                                                |                |                                |                      |                         |                           |        |
| 37 | « The Heist» « El atraco» « El golpe»                                          | Grant Brown    | Sam Carroll                    | 7 de agosto de 2021  | 14 de diciembre de 2021 | 1 de marzo de 2022        | 217    |
| Estrellas invitadas: Miah Madden como Tayla, Tasneem Roc como la Dra. Apinya Surinat, Kenneth Moraleda como Sr. Mendoza, Kenji Shimada como Kazuhiro, Malachi Waters como el elfo guardia, Sami Afuni como guardia de las hadas, Nicholas Bell como Sean. |                                                                                |                |                                |                      |                         |                           |        |
| 38 | « Beginning of the End» « El principio del fin» « El principio del fin»        | Grant Brown    | Alexa Wyatt                    | 7 de agosto de 2021  | 15 de diciembre de 2021 | 2 de marzo de 2022        | 218    |
| Estrellas invitadas: Miah Madden como Tayla, Tasneem Roc como la Dra. Apinya Surinat, Steve Nation como Steve, Kenneth Moraleda como Sr. Mendoza, Kenji Shimada como Kazuhiro, Scott George como Anton Krasnarsky, Malachi Waters como el elfo guardia, Nicholas Bell como Sean. |                                                                                |                |                                |                      |                         |                           |        |
| 39 | « A Desperate Plan» « Un plan desesperado» « Un plan desesperado»              | Grant Brown    | Alexa Wyatt                    | 8 de agosto de 2021  | 16 de diciembre de 2021 | 3 de marzo de 2022        | 219    |
| Estrellas invitadas: Tasneem Roc como la Dra. Apinya Surinat, Anthony Standish como Magnus Sorenson, Steve Nation como Steve, Paul Bishop como Jared, Kenji Shimada como Kazuhiro, Nicholas Bell como Sean. |                                                                                |                |                                |                      |                         |                           |        |
| 40 | « No More Secrets» « No más secretos» « Se acabaron los secretos»              | Grant Brown    | Mark Shirrefs                  | 8 de agosto de 2021  | 17 de diciembre de 2021 | 4 de marzo de 2022        | 220    |
| Estrellas invitadas: Miah Madden como Tayla, Tasneem Roc como la Dra. Apinya Surinat, Anthony Standish como Magnus Sorenson, Steve Nation como Steve, Paul Bishop como Jared, Kenneth Moraleda como Sr. Mendoza, Arnijka Larcombe-Weate como Mathilda, Matthew Manahan como Ben, Kenji Shimada como Kazuhiro, Nicholas Bell como Sean. |                                                                                |                |                                |                      |                         |                           |        |